# Nikki (série télévisée)
Pour les articles homonymes, voir Nikki.
Nikki est une série télévisée américaine en 41 épisodes de 22 minutes, créée par Bruce Helford et dont seulement 35 épisodes ont été diffusés entre le 8 octobre 2000 et le 27 janvier 2002 sur le réseau The WB.
En France, la série a été diffusée à partir du 8 juin 2001 sur TF6 et rediffusée sur Virgin 17. Elle reste inédite dans les autres pays francophones.

## Synopsis
Nikki, danseuse, et Dwight, catcheur, mènent une vie amoureuse rêvant tous deux de célébrité.

## Distribution

### Acteurs principaux
- Nikki Cox (VF : Michèle Lituac) : Nikki White
- Nick Von Esmarch (VF : Alexandre Gillet) : Dwight White
- Susan Egan (VF : Virginie Méry) : Mary Campbell
- Toby Huss (VF : Guillaume Lebon) : Jupiter

### Acteurs récurrents
- Christine Estabrook (VF : Élisabeth Fargeot) : Marion White
- Steve Valentine (VF : Michel Dodane) : Martin
- Marina Benedict (en) (VF : Olivia Dutron) : Luna

### Invités
- Michael G. Hagerty
- Arturo Brachetti
- Drew Carey
- Kevin Nash
- Fabulous Moolah

 Source et légende : version française (VF) sur RS Doublage

## Épisodes

### Première saison (2000-2001)
1. Les Dents de la mère (Fierce)
2. La Honte (Humiliated)
3. Seins nus (Topless)
4. Faites du catchn pas l'amour (No Sex, No Mary, No Title)
5. Voisin, frappez fort (Won't You Beat My Neighbor?)
6. La Prochaine Étape (The Next Step)
7. Facteur ex (The Ex Factor)
8. On a volé Nikki (Stealing Nikki)
9. Cry Baby, bourreau du père Noël (The Crybaby Who Stole Christmas)
10. Nikki fait la pluie et le beau temps (Bottoms Up)
11. L'Union de Jupiter et de mary (The Jupiter and Mary Chain)
12. Rien ne va plus ! (Let it Ride)
13. Marchande de rêves (Dream Weaver)
14. Fallback (Fallback)
15. Boulot de secours (Cheerleader of Doom)
16. Nikki monte sur le ring (I'll Kick Your Ass)
17. Un mariage et un enterrement (One Wedding and a Funeral)
18. Dwight, Nikki et leurs nouveaux meilleurs amis (Dwight and Nikki and Ken and Alice)
19. La Liste de Schisler (Schisler's List)
20. Le vainqueur est… (And the Winner Is…)
21. Coup de Dwight (Love at First Dwight)
22. Mensonges en famille (Family Lies)

### Deuxième saison (2001-2002)
1. Les Futurs non-parents (Technical Knockup)
2. Arriba Mexico (Vaya Con Nikki)
3. Hôtel des plaisirs (A Rock and a Hard Place)
4. Batwoman Nikki (Superhero Blues)
5. Nourrice non agréée (My Best Friend's Day Care)
6. Sans domicile fixe (Home Sweet Homeless)
7. Aime ton job comme tu aimeras celui de ton prochain (Take This Job and Love It)
8. Jamais deux sans toit (Gimme Shelter)
9. Poupée de cire, poupée de son (Milli Vanikki)
10. La Traversée des apparences (Through Thick and Thin)
11. Règlement de comptes (To Your Grave)
12. Une table pour quatre (Nikki Can't Wait for Dwight's Birthday)
13. Croqueuse de boulot (She Was a Job-Jumper)
14. Le Salaire de la honte (Welcome to the Rest of Your Life)
15. La Fureur de vivre (Uneasy Rider)
16. Eh bien, dansez maintenant ! (My Two Left Feet alias Gotta Dance)
17. Passe ton bac d'abord (GED Off My Back)
18. La Gagneuse (Working Girl)
19. Maman est morte (Portrait of the Wrestler as a Young Man)